# アルメニア第一共和国

アルメニア共和国
Հայաստանի Հանրապետություն (アルメニア語)

国歌: Մեր Հայրենիք（アルメニア語）
我が祖国

  実際の勢力圏   領土主張圏   セーヴル条約で与えられた領土

アルメニア共和国（アルメニアきょうわこく、アルメニア語: Հայաստանի Հանրապետություն）は、ロシア革命後の1918年から1920年にかけてアルメニアに存在した国家である。ザカフカース民主連邦共和国の崩壊にともない独立・建国されたもので、民族主義的な社会主義政党のアルメニア革命連盟（ダシュナク党）を政権の中軸としていた。また、セーヴル条約ではオスマン帝国から広大な領土を編入することになっていた。
しかし、隣接するアゼルバイジャン民主共和国とは折り合いが悪く、ナゴルノ・カラバフをめぐって交戦した。また、1918年にはグルジア民主共和国とも短期の戦争になった。そのうちに北からはボリシェヴィキの、西からはムスタファ・ケマル・パシャの率いるトルコのアンカラ政府からの圧迫を受け、1920年12月2日には赤軍が首都エレバンに入城し政権は崩壊、アルメニア・ソビエト社会主義共和国の樹立が宣言された。
ソビエト連邦の崩壊後のアルメニアは自己を「第二共和国」と規定し、この時期の政体を「第一共和国」と呼称することで、両者の連続性を強調している。
なお、1920年7月にアルメニア政府（首相ハモ・オハンジャニャン）によって駐日アルメニア共和国領事に任命されたディアナ・アブガルは、世界初の女性外交官とされる。ディアナは1889年に新婚旅行で日本を訪れたのをきっかけに、1891年から夫ともに日本で商売を始め、1937年に横浜で亡くなった。